# Tapak Kuda
Tapak Kuda is een bestuurslaag in het regentschap Langkat van de provincie Noord-Sumatra, Indonesië. Tapak Kuda telt 1968 inwoners (volkstelling 2010).